# خوسيه روجر
خوسيه روجر (بالإسبانية: José Roger)‏ هو لاعب رماية أرجنتيني، (ولد في بوينس آيرس في الأرجنتين 1916 – 1983 م).

## وصلات خارجية
- خوسيه روجر على موقع أوليمبيديا (الإنجليزية)